# فاليري كيلموف
فاليري كيلموف (بالروسية: Климов, Валерий Александрович)‏ هو موسيقي وعازف كمان روسي، ولد في 16 أكتوبر 1931 في كييف في أوكرانيا.

## روابط خارجية
- فاليري كيلموف على موقع ميوزك برينز (الإنجليزية)
- فاليري كيلموف على موقع أول ميوزيك (الإنجليزية)
- فاليري كيلموف على موقع ديسكوغز (الإنجليزية)